# Keewatin-Distrikt

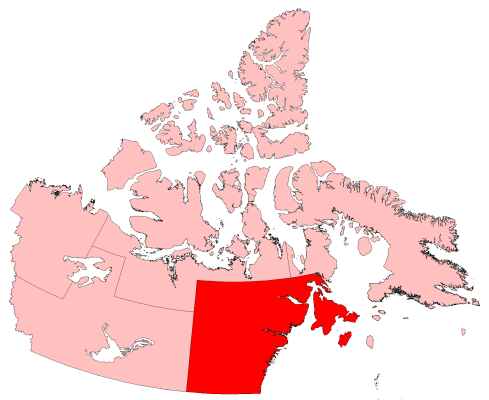
Keewatin Region innerhalb der Nordwest-Territorien bis 1999

Animation der Entwicklung der kanadischen Provinzen und Territorien.

Der Keewatin-District (engl. District of Keewatin) ist Teil des kanadischen Territoriums Nunavut.
1869 kaufte die kanadische Bundesregierung der Hudson’s Bay Company ihre Gebiete ab und gliederte sie 1870 mit dem Manitoba Act in ihr Bundesgebiet ein. Mit dem Manitoba Act entstand die neue Provinz Manitoba, der weitaus größere Teil wurde aber zunächst von dessen Hauptstadt Winnipeg als Nordwest-Territorien mitverwaltet. Mit dem Keewatin Act vom 12. April 1876 wurde das Territorium Keewatin von den Nordwest-Territorien abgespalten und ebenfalls von Winnipeg aus verwaltet.
Das neue Territorium umfasste zunächst die heutigen Gebiete eines Großteils von Manitoba, des Nordwestens Ontarios und des südlichen Nunavut. 1881 gingen Teile von Keewatin an Manitoba, 1889 weitere an Ontario, 1905 wurde der Rest von Keewatin als Distrikt wieder in die Nordwest-Territorien eingegliedert. 1912 folgte eine weitere Gebietsabgabe an Manitoba und Ontario.
1999 wurde das neue Territorium Nunavut von den Nordwest-Territorien abgespalten, und mit ihm der bis dahin übriggebliebene Teil des Distrikts Keewatin.

## Referenz-Verweise
1. ↑  Manitoba Act, 1870 (engl.)
2. ↑  Manitoba Boundaries Extension Act, 1881 (engl.)
3. ↑  Ontario Boundary Act, 1889 (engl.)